# Chiesa di Sant'Egidio (Gessopalena)
La chiesa di Sant'Egidio era un luogo di culto cattolico nel borgo antico di Gessopalena, in provincia di Chieti. Oggi dell'edificio rimangono solo i ruderi. È la chiesa più grande del paese vecchio e adesso è parte del percorso archeologico e museale in cui è stata trasformata la città antica.
Si ritiene che la chiesa, di origine medievale, facesse parte di un complesso abbaziale oggi scomparso. L'unico elemento decorativo rimasto a decorare l'edificio è il portale di stile cinquecentesco, appartenente forse ad una fase più tarda dell'edificio. La fase della distruzione del tempio inizia nel 1850. Nel 1933 la sorte della chiesa fu segnata da un terremoto, che determinò il progressivo abbandono dell'antico abitato, fino ai bombardamenti della seconda guerra mondiale che colpirono tutto il centro storico. Di recente il rudere è stato sottoposto ad interventi di sistemazione e rimontaggio, che hanno interessato tutto il centro storico. Adesso è resa appena distinguibile come edificio di culto rispetto agli altri edifici solo grazie al portale. ricostruito per anastilosi, e alla relativa scalinata, costituita da piedritti, architrave in pietra calcarea incorniciata con gesso.
Aveva tre altari in gesso su uno dei quali poggiava la statua del Santo e sotto di esso si trovava l'ossario in cui venivano seppelliti i defunti prima che Napoleone Bonaparte istituisse i cimiteri.